# Teoremes de Castigliano
En mecànica, els Teoremes de Castigliano componen un mètode per determinar els desplaçaments d'un sistema elàstic basant-se en les derivades parcials de l'energia. El mètode porta el nom de l'enginyer i matemàtic italià Alberto Castigliano (1847-1884). Fou definit en 1875 i afegit a una obra inacabada de l'autor. El concepte bàsic es fàcil d'entendre, recordant que un canvi d'energia és igual a la força causant multiplicada pel desplaçament resultant.

## Primer teorema de Castigliano
Sigui un sòlid elàstic {\displaystyle K\in \mathbb {R} ^{3}} sobre el què actuen un conjunt de forces {\displaystyle P_{1},...,P_{n}} aplicades cadascuna d'elles en els punts del sòlid {\displaystyle A_{1},...,A_{n}}. Denominem {\displaystyle U(\delta _{1},...,\delta _{n})} a l'energia potencial elàstica en la qual {\displaystyle \delta _{i}} és el desplaçament en el punt {\displaystyle A_{i}} en la direcció de la força {\displaystyle P_{i}}. Aleshores, la força exercida {\displaystyle P_{i}} en el punt {\displaystyle A_{i}} està donada per:
{\displaystyle P_{i}={\frac {\partial U}{\partial \delta _{i}}}}

## Segon teorema de Castigliano
Sigui un sòlid elàstic {\displaystyle K\in \mathbb {R} ^{3}} sobre el què actuen un conjunt de forces {\displaystyle P_{1},...,P_{n}} aplicades cadascuna d'elles en els punts del sòlid {\displaystyle A_{1},...,A_{n}}. Denominem {\displaystyle U(\delta _{1},...,\delta _{n})} a l'energia potencial elàstica en la qual {\displaystyle \delta _{i}} és el desplaçament en el punt {\displaystyle A_{i}} en la direcció de la força {\displaystyle P_{i}}. Aleshores, el desplaçament {\displaystyle \delta _{i}} en el punt {\displaystyle A_{i}} està donada per:
{\displaystyle \delta _{i}={\frac {\partial U}{\partial P_{i}}}}